# 강주상
강주상(姜周相, 1941년 8월 24일~2017년 1월 7일)은 대한민국의 물리학자이다.

## 생애
고려대학교 물리학과 교수(1981-2006)로 일했다. 한국 입자물리학 실험 분야를 개척했다고 평가받는다. 이휘소의 제자다. 미국 뉴욕주립대학교 스토니캠퍼스 물리학과에서 이휘소의 지도를 받아 1972년 박사학위를 받았다. 고려대학교에서 키운 강주상의 제자에는 김선기 서울대 물리학과 교수, 박일흥 성균관대학교 물리학과 교수, 김영기 시카고대학교 물리학과 교수, 김홍주 경북대 물리학과 교수 등이 있다. 
대한민국학술원이 2005년에 펴낸 <한국의 학술연구: 물리학>은 강주상의 노력을 이렇게 평가하고 있다. 
“2000년대의 (한국 물리학회) 입자물리학분과회 논문발표회장은 예전에 비하여 무게 중심이 이론보다 실험에 쏠리고 있다. 실험 분야에는 실력 있는 입자물리학자들이 국내에서도 활발한 업적을 내면서 국제실험그룹에서 왕성하게 활약하고 있어 상대적으로 좋은 인적자원이 많이 몰리는 편이다. 실험 분야의 논문발표회장은 청중들이 자리를 가득 메우고 있는 반면에 이론 분야의 논문발표회장은 그에 비하여 활기가 떨어지고 참가자들의 열기도 부족하다.

실험 분야의 발표회장은 국제적 실험 그룹에서 활동하던 학자들이 최신 결과를 보여주는 자리였다. 아마도 고려대 강주상이 이끈 팀이 일본 KEK의 AMY 실험을 수행한 것이 국내에서 최초로 국제적 실험 그룹에 정규 멤버로서 참여한 것이 아닌가 생각한다.”